# Agnieszka Pachałko
Agnieszka Pachałko (ur. 18 grudnia 1973 w Inowrocławiu) – Miss Polski 1993, Miss Publiczności Miss Polski 1993, Miss International 1993, jest drugą Polką, której to się udało (po Agnieszce Kotlarskiej w 1991 roku) oraz była międzynarodowa topmodelka.

## Życiorys
Ukończyła I Liceum Ogólnokształcące im. Jana Kasprowicza w Inowrocławiu. Matka Krystyna Pachałko jest emerytowaną nauczycielką biologii z II LO im. Marii Konopnickiej i I LO im. Jana Kasprowicza, a ojciec Leon Pachałko jest emerytowanym nauczycielem wychowania fizycznego w I LO im. Jana Kasprowicza w Inowrocławiu.
W 1993 roku zajęła pierwsze miejsce w konkursie Miss Polski. Po tym konkursie wzięła udział w międzynarodowym konkursie piękności Miss International w roku 1993, w którym zajęła pierwsze miejsce. To poniekąd przyczyniło się do tego, że Agnieszka Pachałko została osobą rozpoznawalną. Jednakże jej międzynarodowa kariera nie miała związku z wyborami miss. Została przez przypadek zauważona na ulicy przez osobę reprezentującą agencję modelek, która zaoferowała jej współpracę, dzięki temu, jako jedna z pierwszych polskich modelek w latach 90., miała możliwość pracy w Paryżu – podpisała międzynarodowe kontrakty z renomowanymi domami mody.
W latach 1994–1999 na paryskich wybiegach prezentowała kolekcje takich kreatorów mody, jak.: Karl Lagerferd, Chanel, Yves Saint Laurent, Loris Azzaro, Pierre Cardin, Nina Ricci oraz Luis Ferrau, pracując obok takich modelek światowego formatu jak, m.in.: Claudia Schiffer, Linda Evangelista, Yasmeen Ghauri, Carla Bruni, Sibyl Buck, Karen Mulder. W styczniu 1999 znalazła się na okładce magazynu „CKM”. Po powrocie do Polski założyła własną firmę odzieżową.